# Rússia nos Jogos Olímpicos de Inverno de 2014
A Rússia participou dos Jogos Olímpicos de Inverno de 2014, realizados na cidade de Sóchi. Como  país sede, participou em todos os 15 esportes em disputa e, consequentemente, entrou com sua maior delegação na história das Olimpíadas de Inverno.

## Medalhas
| Atleta | Esporte                                | Evento                            | Medalha |
| --- | -------------------------------------- | --------------------------------- | ------- |
| Ekaterina Bobrova Elena Ilinykh Nikita Katsalapov Fedor Klimov Julia Lipnitskaia Evgeni Plushenko Dmitri Soloviev Ksenia Stolbova Maxim Trankov Tatiana Volosozhar | Patinação artística                    | Equipes                           | Ouro    |
| Tatiana Volosozhar Maxim Trankov | Patinação artística                    | Duplas                            | Ouro    |
| Viktor Ahn | Patinação de velocidade em pista curta | 1000 m masculino                  | Ouro    |
| Alexander Tretiakov | Skeleton                               | Masculino                         | Ouro    |
| Vic Wild | Snowboard                              | Slalom gigante paralelo masculino | Ouro    |
| Adelina Sotnikova | Patinação artística                    | Individual feminino               | Ouro    |
| Viktor Ahn | Patinação de velocidade em pista curta | 500 m masculino                   | Ouro    |
| Viktor Ahn Semion Elistratov Vladimir Grigorev Ruslan Zakharov | Patinação de velocidade em pista curta | Revezamento 5000 m masculino      | Ouro    |
| Vic Wild | Snowboard                              | Slalom paralelo masculino         | Ouro    |
| Dmitry Malyshko Anton Shipulin Evgeny Ustyugov Alexey Volkov | Biatlo                                 | Revezamento masculino             | Ouro    |
| Alexander Legkov | Esqui cross-country                    | Largada coletiva masculina        | Ouro    |
| Albert Demchenko | Luge                                   | Individual masculino              | Prata   |
| Olga Fatkulina | Patinação de velocidade                | 500 m feminino                    | Prata   |
| Ksenia Stolbova Fedor Klimov | Patinação artística                    | Duplas                            | Prata   |
| Vladislav Antonov Albert Demchenko Alexander Denisyev Tatiana Ivanova                                                                                              | Luge                                   | Revezamento por equipes           | Prata   |
| Vladimir Grigorev | Patinação de velocidade em pista curta | 1000 m masculino                  | Prata   |
| Alexander Bessmertnykh Dmitry Japarov Alexander Legkov Maxim Vylegzhanin                                                                                           | Esqui cross-country                    | Revezamento 4x10 km masculino     | Prata   |
| Nikolay Olyunin | Snowboard                              | Snowboard cross masculino         | Prata   |
| Nikita Kriukov Maxim Vylegzhanin | Esqui cross-country                    | Velocidade por equipes masculino  | Prata   |
| Maxim Vylegzhanin | Esqui cross-country                    | Largada coletiva masculina        | Prata   |
| Olga Graf | Patinação de velocidade                | 3000 m feminino                   | Bronze  |
| Viktor Ahn | Patinação de velocidade em pista curta | 1500 m masculino                  | Bronze  |
| Alexandr Smyshlyaev | Esqui estilo livre                     | Moguls masculino                  | Bronze  |
| Evgeniy Garanichev | Biatlo                                 | Individual masculino              | Bronze  |
| Elena Nikitina | Skeleton                               | Feminino                          | Bronze  |
| Elena Ilinykh Nikita Katsalapov | Patinação artística                    | Dança no gelo                     | Bronze  |
| Alena Zavarzina | Snowboard                              | Slalom gigante paralelo feminino  | Bronze  |
| Olga Graf Yekaterina Lobysheva Yekaterina Shikhova Yuliya Skokova                                                                                                  | Patinação de velocidade                | Perseguição por equipes feminino  | Bronze  |
| Ilia Chernousov | Esqui cross-country                    | Largada coletiva masculina        | Bronze  |

## Doping
As medalhas obtidas por Alexander Legkov (ouro na largada coletiva de 50 km e prata com a equipe do revezamento 4x10 km do esqui cross-country) foram cassadas em 1 de novembro de 2017 por doping. Oito dias depois foram cassadas as medalhas de prata na largada coletiva de 50 km e na prova de velocidade por equipes, conquistadas por Maxim Vylegzhanin.
Em 22 de novembro de 2017 as medalhas conquistadas por Alexander Tretiakov (ouro) e Elena Nikitina (bronze) nas provas do skeleton masculino e feminino foram cassadas após a desclassificação dos atletas. Dois dias depois, as medalhas obtidas por Alexandr Zubkov no bobsleigh (ouro em duplas e por equipes) e por Olga Fatkulina, prata nos 500 m da patinação de velocidade, foram cassadas na continuidade das violações por doping. Alexey Negodaylo, Dmitry Trunenkov e Alexey Voyevoda, também integrantes da equipe de bobsleigh que já haviam sido desclassificados pelo doping de Zubkov, foram posteriormente pegos pelas mesmas violações.
Olga Vilukhina conquistou a medalha de prata na prova de velocidade individual 7,5 km e no revezamento 4x6 km do biatlo, junto com Yana Romanova, Ekaterina Shumilova e Olga Zaitseva. No entanto, em 27 de novembro de 2017 foi divulgado o doping retroativo de Vilukhina e Romanova, levando a desclassificação das competidoras em ambas as provas e a cassação das medalhas. Zaitseva foi punida em 1 de dezembro de 2017.
Em 22 de dezembro de 2017 foi a vez da desclassificação dos lugers Albert Demchenko e Tatiana Ivanova, que conquistaram originalmente as medalhas de prata nas provas individual masculina (Demchenko) e revezamento por equipes (Demchenko, Ivanova, Alexander Denisyev e Vladislav Antonov).
Após essas desclassificações, os atletas punidos entraram com uma apelação conjunta no Tribunal Arbitral do Esporte e em 1 de fevereiro de 2018 nove medalhas foram retornadas aos seus ganhadores, totalizando 28 atletas com suas penas anuladas.
Legenda
| Recorde mundial      | Recorde mundial (World record)               |                       | Recorde africano                      | Recorde africano (African) |                                           | Q | Classificado por posição (Qualified) |
| Recorde olímpico     | Recorde olímpico (Olympic record)            | Recorde da América    | Recorde da América (Americas)         | q                          | Classificado por melhor tempo (Qualified) |   |                                      |
| Melhor marca do ano  | Melhor marca do ano (World leading)          | Recorde asiático      | Recorde asiático (Asian)              | DNS                        | Não largou (Did not start)                |   |                                      |
| Recorde nacional     | Recorde nacional (National record)           | Recorde europeu       | Recorde europeu (European)            | DNF                        | Não terminou (Did not finish)             |   |                                      |
| Recorde pessoal      | Recorde pessoal do atleta (Personal best)    | Recorde da Oceania    | Recorde da Oceania (Oceania)          | DSQ / DQ                   | Desclassificado (Disqualified)            |   |                                      |
| Recorde da temporada | Recorde da temporada do atleta (Season best) | Recorde sul-americano | Recorde sul-americano (South America) | NM                         | Sem marca (No mark)                       |   |                                      |